# 默斯萊恩斯格拉本河
49°06′12″N 10°49′12″E / 49.10331°N 10.82004°E
默斯萊恩斯格拉本河（德語：Mösleinsgraben），是德國的河流，位於該國東南部，由巴伐利亞負責管轄，屬於魏爾格拉本河的左支流，河道全長2公里，流域面積1.7平方公里。